# Квиртия, Терентий Надаевич
Терентий Надаевич Квиртия (Квития) (1918 — неизвестно) — участник Великой Отечественной войны, бригадир колхоза имени Махарадзе Гальского района Абхазская АССР, Грузинская ССР. Герой Социалистического Труда (21.02.1948).

## Биография
Родился в 1918 году в селе Шешелета Сухумского округа Кутаисской губернии (ныне — село Шешелета Очамчирского района Абхазии). Грузин.
После окончания сельской школы трудился в местном колхозе до призыва в Красную армию по мобилизации в 1941 году.
Участник Великой Отечественной войны с декабря 1941 года. Боевое крещение получил в оборонительных боях в составе 687-го артиллерийского полка 236-й стрелковой Днепропетровской Краснознамённой ордена Суворова дивизии (44-я армия) на феодосийском направлении. В составе дивизии в декабре 1941 года в составе морского десанта высаживался в порт Феодосия. При оставлении Крымского полуострова дивизия понесла большие потери. Командир дивизии В. К. Мороз 6 февраля 1942 года с формулировкой «за потерю управления дивизией в Крыму» был отстранён от командования дивизией, предан суду трибунала и расстрелян. А Квиртия в марте 1942 года в боях на Азовском побережье был тяжело ранен. После излечения в дальнейшем боевой путь прошёл командиром взвода 28-го отдельного противотанкового дивизиона и офицером связи 236-й стрелковой Днепропетровской Краснознамённой ордена Суворова дивизии. За разоблачение и поимку немецкого шпиона младший лейтенант Квиртия награждён орденом Красной Звезды. С лета 1944 года старший лейтенант Квиртия служил начальником 2-й части Гальского райвоенкомата.
После демобилизации Терентий Надаевич вернулся в родное село Репо-Шешелети и продолжил работать в колхозе имени Махарадзе Гальского района бригадиром полеводческой бригады. По итогам работы в 1947 году его бригада получила урожай кукурузы 71,55 центнер с гектара на площади 6 гектаров.
Указом Президиума Верховного Совета СССР от 21 февраля 1948 года за получение высоких урожаев кукурузы и пшеницы в 1947 году Квиртия Терентию Надаевичу присвоено звание Героя Социалистического Труда с вручением ордена Ленина и золотой медали «Серп и Молот».
Этим же указом высокого звания были удостоены председатель колхоза Иона Нарикович Узарашвили и трое кукурузовода колхоза имени Махарадзе бригадир Кала Кегуцаевич Дзигуа, звеньевые Романоз Максимович Гаделия и Николай Гуджуевич Милорава.
В последующие годы бригада Терентия Квиртия продолжала получать высокие урожаи кукурузы и зелёного чайного листа. Неоднократный участник Выставки достижений народного хозяйства (ВДНХ).
Персональный пенсионер союзного значения. Проживал в родном селении Репо-Шешелети Гальского (с 1994 года — Очамчирского) района. Дата его кончины не установлена.

## Награды
- Золотая медаль «Серп и Молот» (21.02.1948)
- Орден Ленина (21.02.1948)
- Орден Красной Звезды (06.08.1946)(11.06.1946)[2]
- Медаль «За оборону Кавказа»
- Медаль «За боевые заслуги» (21.08.1953)[3]
- Медаль «В ознаменование 100-летия со дня рождения Владимира Ильича Ленина» (6 апреля 1970)
- Медаль «За доблестный труд»
- Медаль «За победу над Германией в Великой Отечественной войне 1941—1945 гг.» (9 мая 1945[4])
- Юбилейная медаль «Двадцать лет Победы в Великой Отечественной войне 1941—1945 гг.» (7 мая 1965[5])
- Медаль «Ветеран труда»
- Знак МО СССР «25 лет Победы в Великой Отечественной войне» (24 апреля 1970)
- Медали ВДНХ

## Память
- На могиле установлен надгробный памятник.
- Его имя увековечено в Главном Храме Вооружённых сил России, и навсегда запечатлено на мемориале «Дорога памяти»